# Коуэлл, Эдвард Байлс
Э́двард Байлс Ко́уэлл (англ. Edward Byles Cowell; 23 января 1826 — 9 февраля 1903) — английский санскритолог.
Был директором Sanskrit College в Калькутте, позже стал профессором санскрита в Кембриджском университете.
Важнейшие труды Коуэлла:
- перевод «Vikramorvaçо» (Гертф., 1851);
- издание и перевод «Prâkrita-Prakâça» Вараручи (Гертф., 1854; 2 изд., Лондон, 1868);
- издание и перевод «Katha-Upanischad» (Калькутта, 1861), «Maitri-Upanishad» (Калькутта, 1864), «Kusumâсjali» (Калькутта, 1864);
- «A short introduction to the ordinary Prakrit of the sanskrit Dramas» (Лондон, 1875);
- перевод «Çândilya-Sûtras» (Калькутта, 1878).